# 健康法

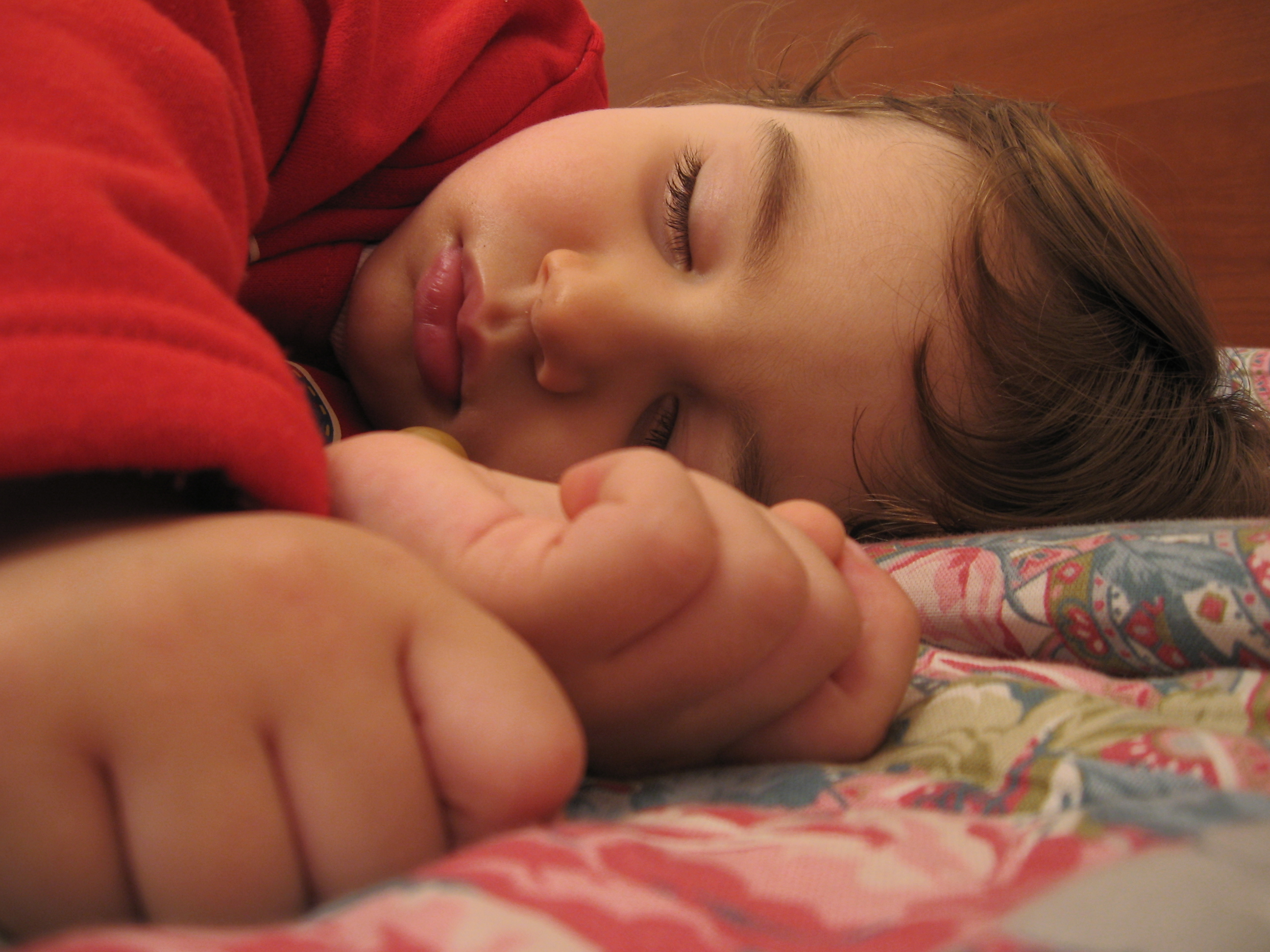
睡眠の確保

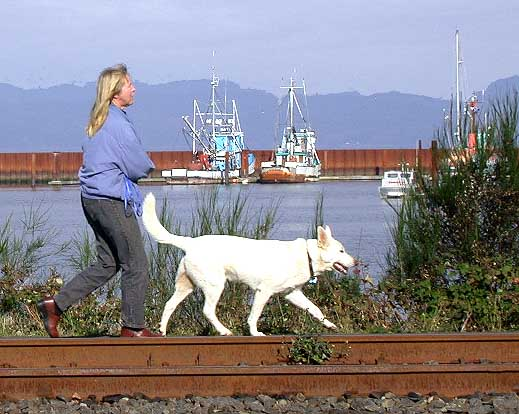
犬との散歩

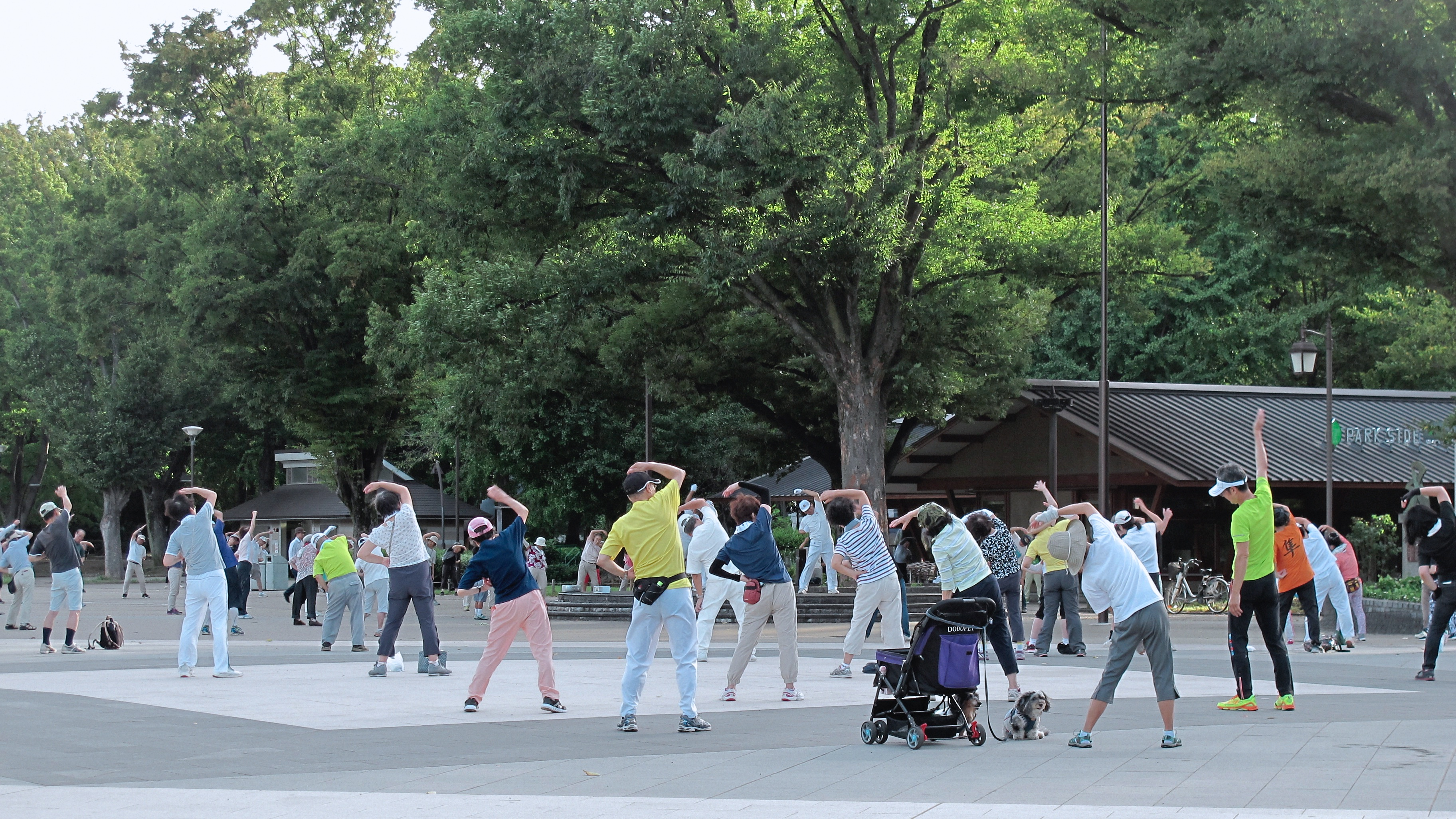
朝のラジオ体操をする人々（2018年 上野公園）

健康法（けんこうほう）とは、健康を保つことを目的として日常的に行なわれる行為や方法のことである。健康法を実践することは養生ともいう。
体操の類、自分で行うマッサージの類、食事の管理や控えめな飲食の習慣、心身調和をもたらす方法の実践（呼吸法や瞑想の習慣）、心の持ち方（短気にならない、怒らない、「足るを知る」 等々）、そのほか生活習慣全般など、その範囲は多岐に及ぶ。

## 歴史
江戸時代中期、貝原益軒は『養生訓』にて「身をたもつ」という表現を利用し、日常の中で健康に生きるすべを説き、運動・栄養・休息に過不足なく（つまりそれらが適切な量の）生活をすること、控えめな飲食、口腔の衛生（口腔つまり口を清潔に保つこと）などを説いた。
明治期に「三大健康法」と呼ばれたのは「岡田式呼吸静坐法」「二木式腹式呼吸法」「藤田式息心調和法」であった。
1974年には、カナダから、健康には（それまで欧米で想定されがちであった）生物医学的な要素よりも、むしろ環境的な要因や個人の行動そして生活様式が重要な要素である、という報告がもたらされ、健康づくりの重要性が認識される流れが生まれ、現在まで続いている。
1985年、厚生省は、「健康づくりのための食生活指針」を策定した。
2004年5月には、非伝染性疾病のもたらす世界的な脅威への世界的対策として、食事と運動、健康についての世界戦略が提唱されている。
2006年、厚生労働省は、国民の生活習慣病予防のために「健康づくりのための運動指針2006」を策定した。

## 参考画像

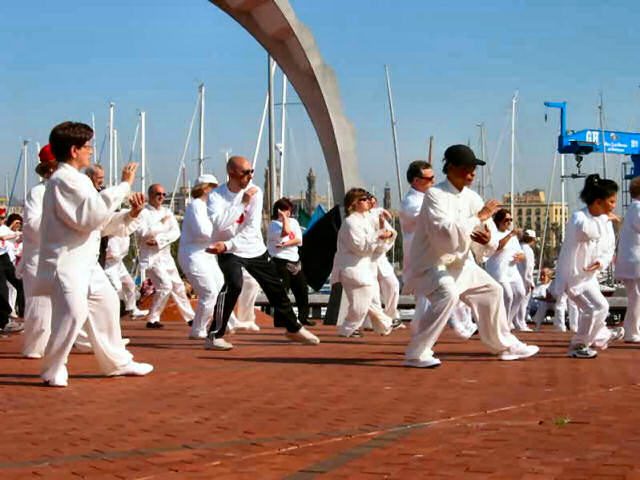
太極拳は中国で盛んに行われている健康法
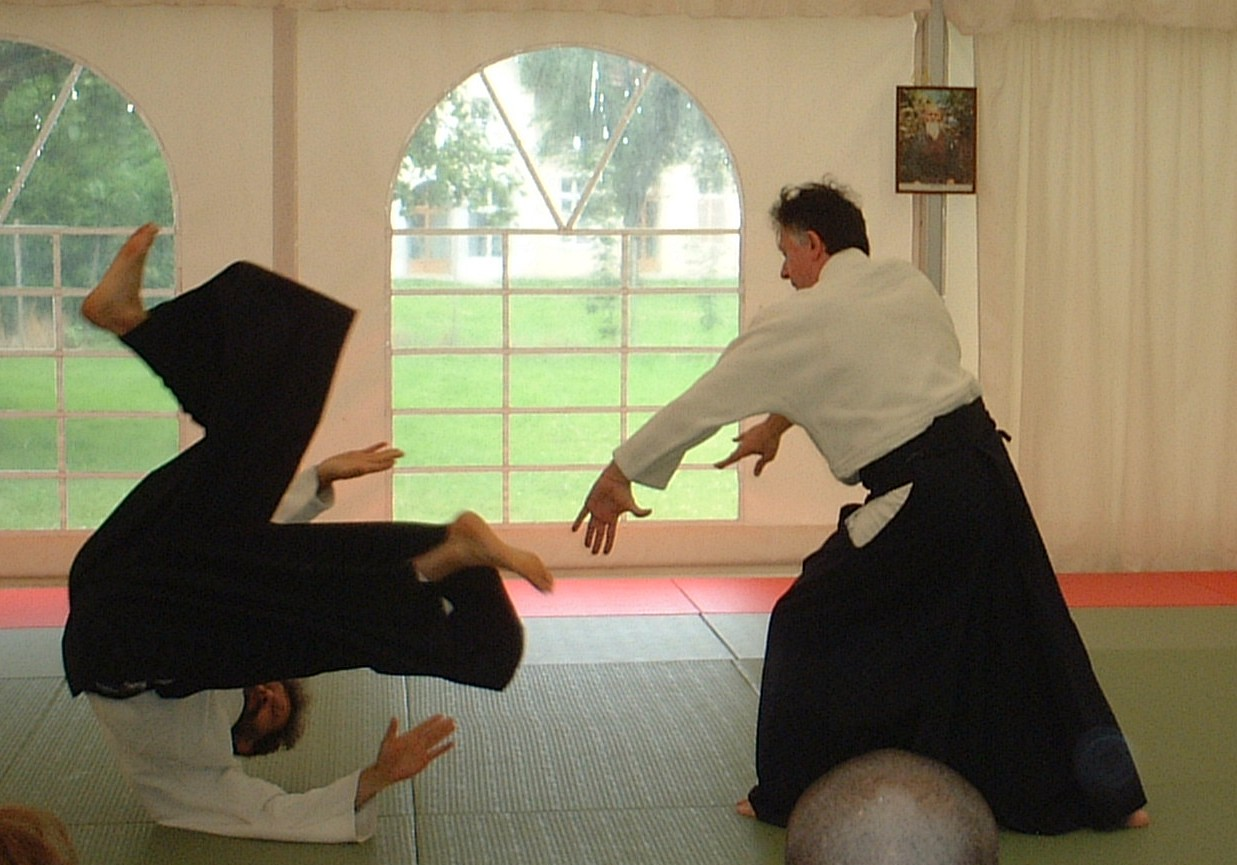
健康法として合気道を行っている人もいる
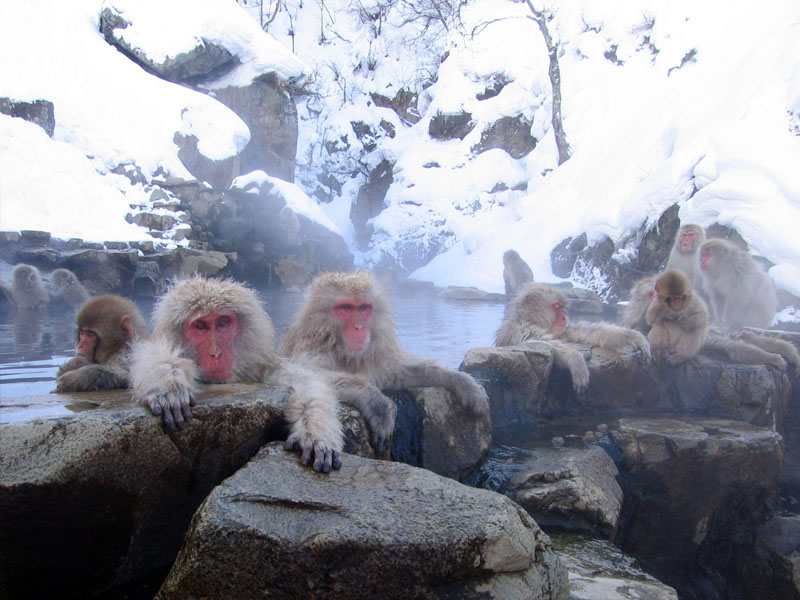
温泉は人間だけでなく猿も本能的に行う健康法（地獄谷温泉にて）
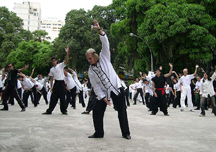
気功は世界各地で行われている
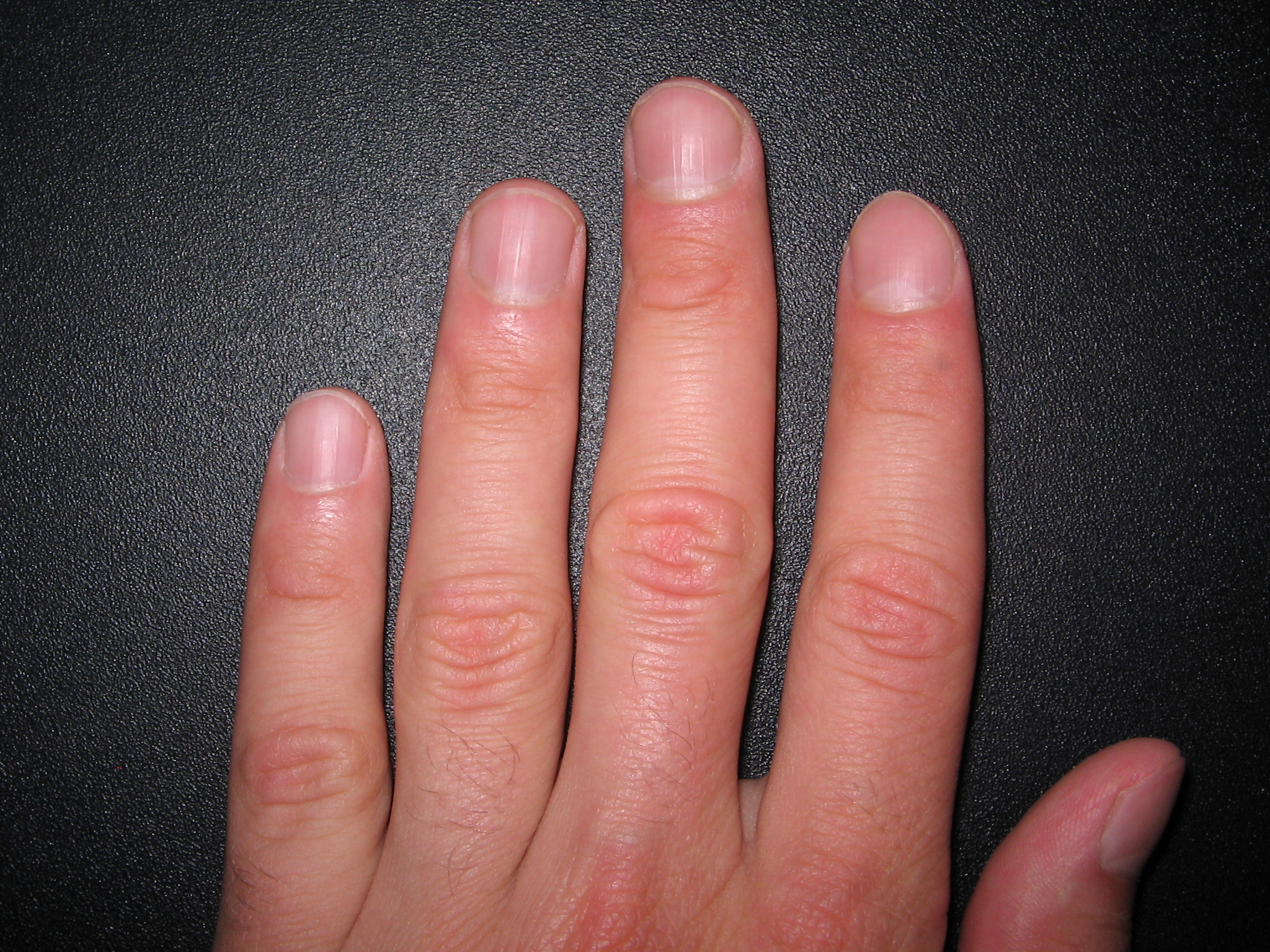
「爪もみ」は指先あたりを揉む健康法
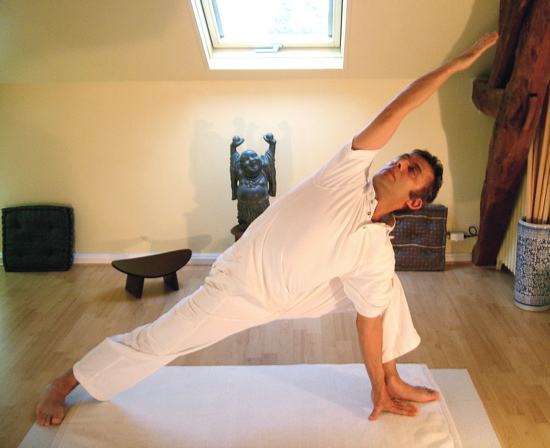
ヨーガのアサナ（ポーズ）のひとつ
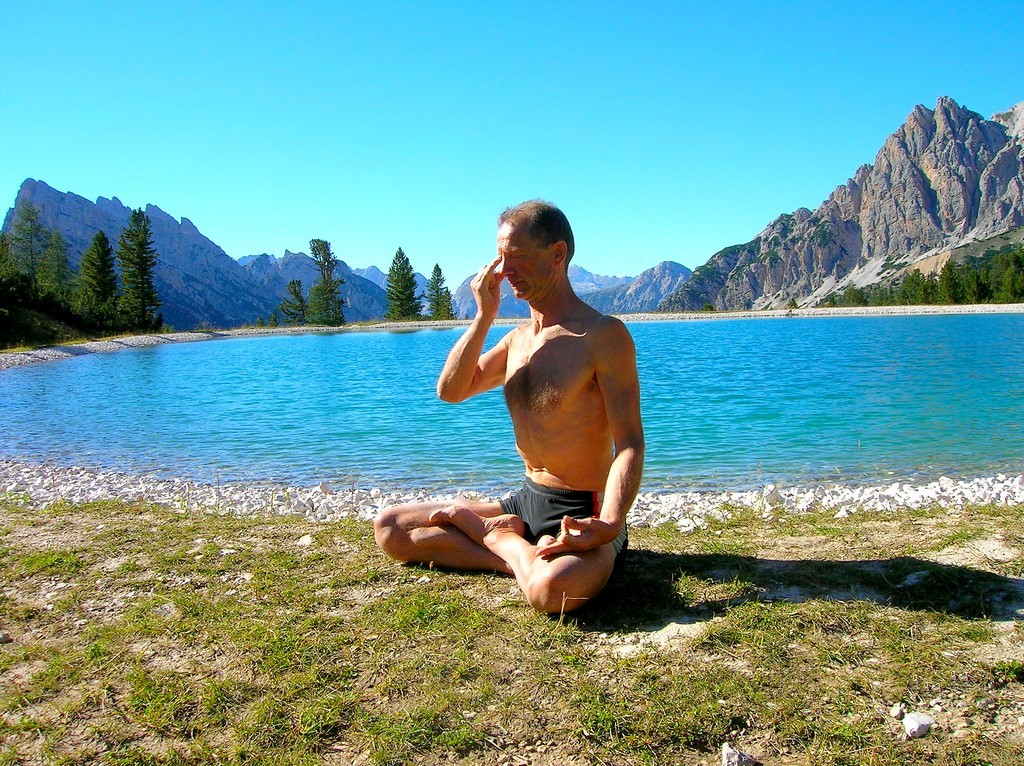
山中にてヨーガの蓮華座を組む人

## 関連文献
論文等
- 高橋英恵「近代日本の健康法の系譜--明治時代から昭和40年まで」桜門体育学研究 34, 40-47, 1999
- 高橋英恵「近代日本の健康法 -三大健康法比較-」日本体育学会大会号（55）, 140, 2004-09-01